# گانلی تپه
گانلی تپه مربوط به دوره ساسانیان - سده‌های میانه دوران‌های تاریخی پس از اسلام است و در شهرستان اراک، بخش خنداب، دهستان خنداب، روستای دیزآباد واقع شده و این اثر در تاریخ ۲۶ اسفند ۱۳۸۷ با شمارهٔ ثبت ۲۶۱۲۲ به‌عنوان یکی از آثار ملی ایران به ثبت رسیده است.